# Baby Boy (film)
Baby Boy is een Amerikaanse tragikomische misdaadfilm uit 2001, geschreven, geproduceerd en geregisseerd door John Singleton. De film kreeg een eervolle vermelding op het Internationaal filmfestival van Locarno 2001, waarop het ook genomineerd was voor het Gouden Luipaard. Daarnaast werd de film genomineerd voor tien Black Reel Awards (waaronder die voor beste film, beste regie en beste scenario) en drie NAACP Image Awards. R&B-zanger Tyrese Gibson maakt in Baby Boy zijn debuut als acteur.

## Verhaal
De twintigjarige fietsenmaker Joseph 'Jody' Summers woont met zijn moeder Juanita in de achterbuurt South Central Los Angeles. Hij brengt het grootste deel van zijn tijd door met zijn werkloze beste vriend Sweetpea en vertoont geen interesse in het worden van een verantwoordelijke volwassene. Wanneer ex-gevangene Melvin intrekt in hun huis, moet hij alleen wel. Een andere factor vormen zijn kinderen - een zoon met zijn vriendin Yvette en een dochter met een meisje genaamd Peanut, die ook bij haar moeder woont.

## Rolverdeling
| Acteur               | Personage             |
| -------------------- | --------------------- |
| Tyrese Gibson        | Joseph 'Jody' Summers |
| Omar Gooding         | Sweetpea              |
| Taraji P. Henson     | Yvette                |
| Snoop Dogg           | Rodney                |
| Ving Rhames          | Melvin                |
| Adrienne-Joi Johnson | Juanita               |
| Mo'Nique             | Patrice               |
| Angell Conwell       | Kim                   |
| Tamara LaSeon        | Peanut                |
| Tawny Dahl           | Pandora               |